# 雪若比·狄恩
雪若比·狄恩·克里克（英語：Charlbi Dean Kriek，/ˈʃɑːrlbi/ SHARL-bee，1990年2月5日—2022年8月29日），南非女演員和模特兒。知名演出作品如電影《馬鈴薯》（2010年）及續集《馬鈴薯2》（2013年）、電視劇《黑閃電》（2018年）和金棕櫚獎得主《悲情三角》（2022年）。

## 早期生活及職業生涯
雪若比·狄恩1990年2月5日生於開普敦，喬安娜·穆勒（Joanne Muller）和約翰·克里克（Johan Kriek）之女。她有一個兄弟亞歷克斯·雅各布斯（Alex Jacobs）。6歲時開始從事廣告和目錄的模特兒；12歲與阿爾法模特管理公司（Alfa Model Management）簽約；14歲起在家自學。她為了工作在遊走開普敦、日本東京、美國紐約和英國倫敦各地，曾就讀開普敦的海濱戲劇學校（Waterfront Theatre School）。
2008年10月，狄恩和同為模特兒的艾希頓·施尼哈格（Ashton Schnehage）在一場車禍中倖存下來；她的傷勢包括手腕骨折、四根肋骨骨折和肺部塌陷。在米爾納頓醫療診所（Medi-Clinic）住院並接受了挽救生命的手術，留下的傷疤後來在時裝秀上依然可見。事故發生後狄恩中斷了事業，休息了一段時間。
2010年，狄恩出演南非電影《馬鈴薯》，之後回歸2013年的續集《馬鈴薯2》。2017年和2018年分別參演美國奇幻恐怖片《千萬別睡著》、劇情片《與神對談》。同年，她獲得了電視劇《黑閃電》中的賽妮德（Syonide）一角，成為該劇兩季的配角。2020年2月，狄恩加入魯本·奥斯倫電影《悲情三角》的演出陣容；該片在第75屆坎城影展上首映並贏得金棕櫚獎。

## 個人生活及離世
2022年8月29日，狄恩因身體不适而住進紐約市的一家醫院。雖然她最初的症狀輕微，但病情突然迅速惡化，幾小時後去世，享年32歲。死前肺部感染了病毒；她的脾臟在2008年車禍後被切除，增加了嚴重感染的風險。
狄恩的死訊在《悲情三角》國際發行後不久公布。《衛報》的彼得·布萊德蕭寫道，狄恩「可謂真正的明星，擁有獨特的風格且未來可期……她的離世對業界而言損失重大。」
狄恩生前曾與模特兒路克·沃爾克（Luke Volker）訂婚。

## 作品列表

### 電影
| 年份 | 片名                    | 角色                        | 附註    | 來源          |
| ---- | ----------------------- | --------------------------- | ------- | ------------- |
| 2010 | 《馬鈴薯》              | 亞曼達（Amanda）                  |         | [ 22 ]        |
| 2012 | 《虛幻領域》（Illusive Fields）        | 納迪亞（Nadia）                  | 短片    | [ 23 ] [ 14 ] |
| 2013 | 《絕命尬車3：地獄之賽》 | 災難·J（Calimity J）                  | DVD首映 | [ 24 ]        |
| 2013 | 《馬鈴薯2》             | 亞曼達                      |         | [ 25 ]        |
| 2016 | 《水中之血》            | 菲比（Pheebee）                    |         | [ 26 ]        |
| 2017 | 《千萬別睡著》          | 蕭·艾德蒙（Shawn Edmon）               |         | [ 24 ]        |
| 2018 | 《與神對談》            | 葛蕾絲（Grace）                  |         | [ 24 ]        |
| 2018 | 《舷窗》（Porthole）            | 珍妮佛／卡西迪·庫布里克（Jennifer / Kassidy Kubrick） |         | [ 27 ]        |
| 2022 | 《悲情三角》            | 雅雅（Yaya）                    | 遺作    | [ 9 ]         |

### 電視
| 年份 | 節目名         | 角色       | 附註          | 來源   |
| ---- | -------------- | ---------- | ------------- | ------ |
| 2017 | 《基本演绎法》 | 漂亮的女人 | 單集：〈〉    | [ 14 ] |
| 2018 | 《黑閃電》     | 賽妮德（Syonide） | 常駐演員；9集 | [ 14 ] |

## 外部連結
- 雪若比·狄恩在豆瓣上的资料（简体中文）
- 雪若比·狄恩在互联网电影资料库（IMDb）上的資料（英文）